# 本川清花
本川 清花（もとかわ さやか、1976年9月24日 - ）は東京都出身のフードコーディネーター兼リポーター（フリー）である。

## プロフィール
- 大田区田園調布生まれ。A型。父はアマチュアレスリング（グレコローマン）元全米チャンピオン。
- 幼稚園から高校卒業までを田園調布雙葉学園で過ごし、14年間無遅刻無欠席で表彰される。
- 青山学院大学文学部教育学科卒業。
- 1999年より三菱商事株式会社で勤務。のちにソニー株式会社へ転職。
- 数ヶ月間の海外（カナダ）生活を経て2003年誠心調理師専門学校入学。
- 卒業後は異色の経歴を生かしフードコーディネーター、リポーター、MCなど多方面に活躍中。

- 取得免許・資格には調理師免許、フードビジネスコーディネーター1級、ドラフトマスター、話しことば検定2級、普通自動車免許、PADIアドバンスドオープンウォーターダイバー、PADI器材スペシャルティ、救急法（日本赤十字社）、上級救命技能（東京消防庁）、International Cooking School NACORA（English Class）ディプロマなどがある。
- 自他共に認める牛肉マニア。
- 趣味は一人旅と食べ歩き、特技は大根の桂剥き、フルーツ＆ベジタブルカービング、スポーツ全般。
- 第9回常陸太田市西金砂登山マラソン（女子39歳以下の部/5km）6位入賞。
- 2008年12月ホノルルマラソン完走。
- 2009年9月シドニーマラソン完走。
- 2009年12月NAHAマラソン完走。
- 2010年4月パリマラソン完走。

## 主な出演
- 世界バリバリ★バリュー（毎日放送）
- サークルリポート（葛飾ケーブル) - リポーター
- かながわ 匠の技と街めぐり（YCV） - リポーター、ナレーション
- 国際美容外科学会(赤坂プリンスホテル） - MC
- メリルTV（Web TV) - 各番組ナレーション
- ニュース&ビジネスチャンネル「Health Watch」（GyaO） - リポーター
- KBS WORLD （KBS japan) - ナレーション

## フードコーディネート
- ジュピターショップチャンネル
- ドレッシングプロデュース